# Walk into Light
Walk into Light — дебютний сольний студійний альбом Ієна Андерсона, що вийшов у 1983 році. Записаний в стилі електронного рока. Спочатку першим сольним альбомом планувався альбом Jethro Tull «A», але Ієн Андерсон не зміг завершити його без свого гурту.

## Список композицій
Перший бік
1. «Fly by Night» (Ієн Андерсон, Пітер-Джон Ветесс) — 3:55
2. «Made in England» (Андерсон, Ветесс) — 5:00
3. «Walk into Light» (Андерсон) — 3:11
4. «Trains» (Андерсон, Ветесс) — 3:21
5. «End Game» (Андерсон) — 3:20

Другий бік
1. «Black and White Television» (Андерсон) — 3:37
2. «Toad in the Hole» (Андерсон) — 3:24
3. «Looking for Eden» (Андерсон) — 3:43
4. «User-Friendly» (Андерсон, Ветесс) — 4:03
5. «Different Germany» (Андерсон, Ветесс) — 5:24

## Учасники запису
- Ієн Андерсон — Вокал, флейта, гітара, бас-гітара
- Пітер-Джон Ветесс — клавиши